# 田中久仁彦
田中 久仁彦（たなか くにひこ、1970年8月12日 - ）は日本の漫画家、イラストレーター。神奈川県川崎市出身。

## 人物
ゲームソフト制作会社の日本ファルコムに入社。同社の従業員としてゲームのイラストやキャラクターデザインを手掛けるようになる。退社後フリーに。1991年に商業誌デビュー。

## 主要作品リスト

### 漫画
- 超絶聖剣ブッタギレイヤー - コミックマスター連載
- 秘境探検ファム&イーリー（ISBN 4894250365、ISBN 978-4894250369）
- 一撃殺虫!!ホイホイさん 全1巻（ISBN 4840227683、ISBN 978-4840227681）
- 一撃殺虫!!ホイホイさんNEW EDITION(新装版) 全1巻 （ISBN 4049126524、ISBN 978-4049126525）
- まったりさん
- 猫耳のナクザ - イラストストーリー
- 一撃殺虫!!ホイホイさんLEGACY - 電撃マオウ連載。
- でんわのクロちゃん - 4コマ漫画
- だらだら
- 魔法女まほな - 電撃マオウ短期集中連載 (一撃殺虫!!ホイホイさんNEW EDITION 収録)
- MiMiMies

### イラスト
- 〈卵王子〉カイルロッドの苦難（冴木忍）- 表紙/挿絵
- ソード・ワールドRPGアドベンチャー（山本弘）- 表紙/挿絵
- 魔獣創世紀ヴァーズ (新木伸)
- モンスターコレクション - カードイラスト
- エンドセクター - カードイラスト
- ハイスクール・オブ・ブリッツ - カードイラスト
- ビーストロード 覇王への道 - パッケージイラスト
- オーラバトラー戦記（富野由悠季）-　9巻口絵イラスト1点（角川スニーカー文庫版）
- 真サムライスピリッツ アンソロジーコミック - 表紙イラスト
- 日本の情景シリーズ複製原画集・日本酒と娘 - イラスト
- 第8回電撃ゲーム3大賞 - イメージイラスト
- 週刊わたしのおにいちゃん （1 - 3号・各2ページ）
- 電撃「マ）王 - イメージキャラクター2種 （雑誌イメージキャラクター・イラスト1点）
- DVD「苺ましまろ vol.5」初回特典特製カード用イラスト
- 霜月はるか†Revo『霧の向こうに繋がる世界』 - ジャケットイラスト
- 月刊Novel JAPAN - 表紙イラスト (2006年 10月号/2007年 01月号/2007年 07月号)
- 民安ともえアルバム『たみうた』『TECHNO RIDER TAMMY』『SMILEBIT-TECHNO RIDER TAMMY 2』 - ジャケットイラスト
- 電撃ホビーマガジン　MMBOXカット (2005年7月号 - 2008年7月号)
- ワールド・デストラクション（セガ） - パッケージ/イメージイラスト各１点
- 一撃殺虫!!ホイホイさんLEGACY - (プラモデル/超合金) - ボックスアート
- ゼノブレイド - サウンドトラック早期購入特典イラストカード
- 東日本大震災チャリティマンガ.イラスト集『春色〜ハルイロ〜』- イラスト寄稿
- フィギュアの作り方01 3Dプリンタのためのデジタル造形術 - 表紙イラスト
- ptimo 初音ミク（プラモデル） - ボックスアート/ディフォルメデザイン/シリーズ名
- KOS-MOS ver.1（プラモデル） - ボックスアート
- ラストクロニクル　天空編Ⅰ - カードイラスト2点
- とある魔術の禁書目録外伝 とある科学の超電磁砲 - 13巻イラスト寄稿
- ジラフとアンニカ - PS4版ジャケット中面イラスト/店頭ポスター用イラスト
- KOS-MOS Re:（1/7スケールフィギュア） - ボックスアート

### 画集
- 龍骨（ISBN 4829176717、ISBN 978-4829176719）
- 龍骨:碧瑠璃(誌上通販限定品)
- 龍骨:紅琥珀(誌上通販限定品)

### キャラクターデザイン

#### 日本ファルコム
- ダイナソア (PC88オリジナル版-プレイヤーカードデザイン)
- ドラゴンスレイヤー英雄伝説 (PC-88版-ビジュアルグラフィック)
- ぽっぷるメイル (PC-88版)

#### フリーランス
- ゼノギアス（スクウェア）
- ゼノサーガ エピソードI［力への意志］（モノリスソフト、ナムコ）
- KEY THE METAL IDOL
- ガール・ザ・ギャザリング（ホビージャパン） - 『月刊ゲームぎゃざ』のマスコット・キャラクターである12人の美少女を担当
- ワールド・デストラクション（セガ） - サブキャラクター2点
- アンチェインブレイズ エクシヴ - キャラ1点
- ゼノブレイドクロス（モノリスソフト、任天堂）
- ゼノブレイド2（モノリスソフト、任天堂）  - レアブレイドデザイン